# ملک‌آباد (قائنات)
ملک‌آباد روستایی در دهستان نیمبلوک بخش نیمبلوک شهرستان قائنات استان خراسان جنوبی ایران است. بر پایه سرشماری عمومی نفوس و مسکن در سال ۱۳۸۵ جمعیت این روستا ۲۷ نفر (در ۶ خانوار) بوده‌است. اطلاعاتی از سرشماری سال ۱۳۹۰ برای این روستا به دست نیامده است.